# 绿茵湖街道
绿茵湖街道，是中华人民共和国贵州省黔南布依族苗族自治州都匀市下辖的一个街道办事处。
2014年4月14日，贵州省人民政府批复同意都匀市部分乡镇行政区划调整；2014年5月13日，黔南州人民政府批复同意设置绿茵湖街道办事处。新的绿茵湖街道辖原杨柳街镇的谷江村、斗篷山村，原甘塘镇的绿茵湖村、邦水村、文明村、胡广村、林荫村、甘塘社区。

## 行政区划
绿茵湖街道下辖以下地区：
谷江村、斗篷山村、甘塘社区、邦水社区、绿茵湖村、邦水村、文明村、胡广村、林荫村和甘塘镇。